# モパン川

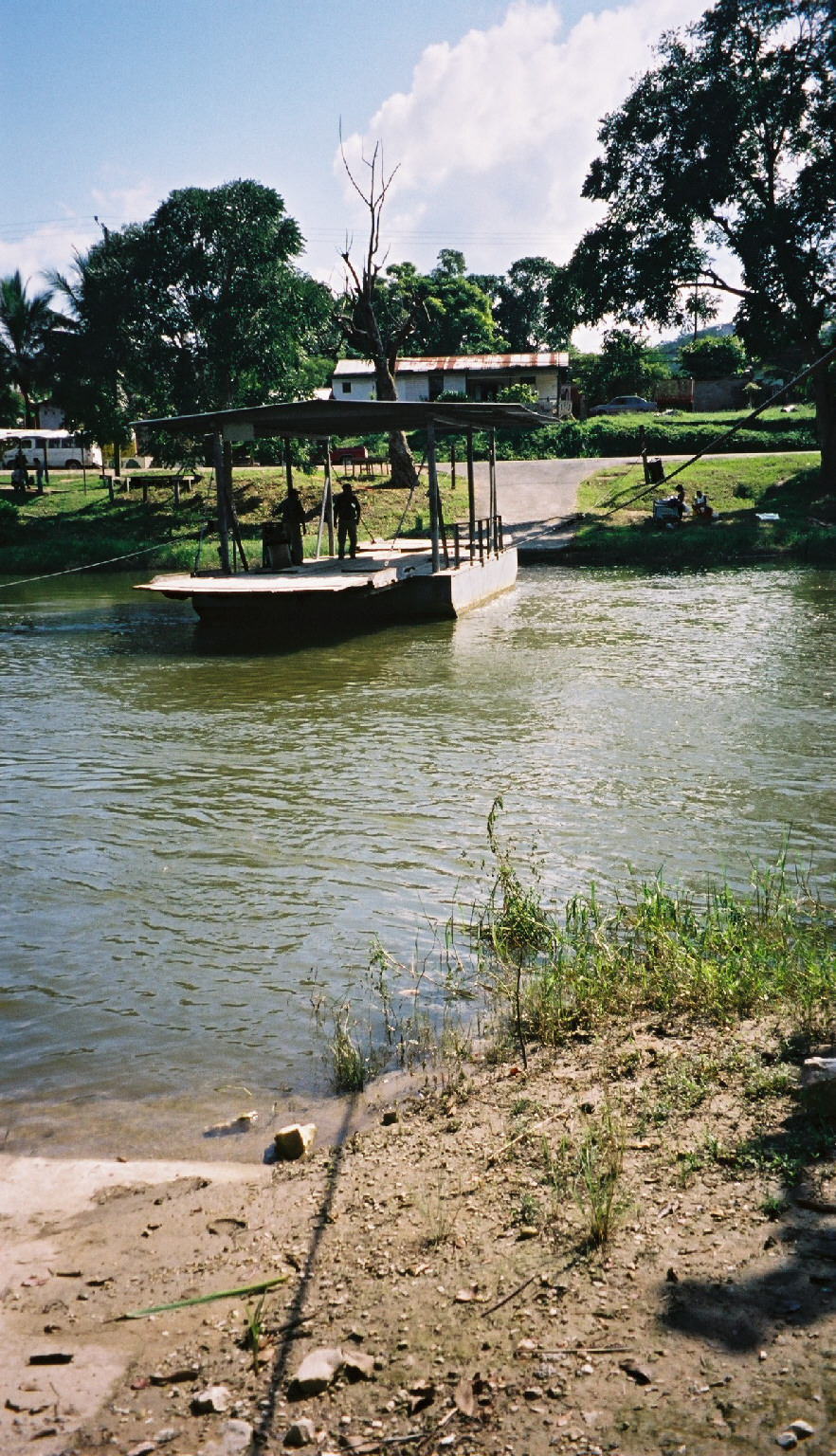
モパン川を渡る手回し式の渡し舟

モパン川（モパンがわ、グアテマラ：Río Mopan、ベリーズ：Mopan River）は、グアテマラおよびベリーズを流れる河川である。
グアテマラ共和国ペテン県に源を発し、マカル川と合流することによって、ベリーズ川を形成し、最終的にカリブ海へと流れ込む。ベリーズ川・モパン川水系にはベリーズ総人口の45%以上が暮らしている。

## 環境
モパン川は、流域に暮らす人々の重要な飲料水など様々な用途に使用されている。しかしながら、堆積物、栄養過多、未処理の汚水放出、農薬、その他有害物質による汚染で水質が悪化している。悪化の主な原因は、上流域での森林伐採と非持続可能な農業にある。現地住人らによる焼畑農業も水質悪化の一因となっている。

## 流域の観光地
ベリーズのカヨ郡にあるマヤ文明の遺跡シュナントゥニッチは、グアテマラとの国境付近、モパン川から1キロメートルほどの高台に位置する。シュナントゥニッチ遺跡へ向かう観光客は、手回し式の渡し舟に乗って濁ったモパン川を渡る。
カヨ郡にある別のマヤ遺跡チャア・クリークはモパン川の南西数キロメートル、マカル川とチャア・クリーク（Chaa Creek）が合流する辺りにある。また、カラコルやウカナルなどの遺跡もモパン川流域に位置している。